# Downdetector
Downdetector è una piattaforma online che fornisce agli utenti informazioni in tempo reale sullo stato di vari siti web e servizi.
Le informazioni fornite dal sito si basano su segnalazioni dello stato provenienti da una serie di fonti, tra cui Twitter e i rapporti inviati su Downdetector, che vengono analizzate in tempo reale per rilevare automaticamente eventuali disservizi. Viene inoltre visualizzata una mappa con le posizioni delle segnalazioni ed un elenco di città con il numero corrispondente di segnalazioni. Downdetector è disponibile in 45 paesi, con un sito diverso per ognuno di esso.
Downdetector, fondato nell'aprile 2012 da Tom Sanders e Sander van de Graaf, viene poi acquistato nell'agosto 2018 da Ookla, LLC, la società proprietaria di Speedtest.